# Adriano Cavicchi
Adriano Cavicchi (Poggio Renatico, 26 giugno 1934 – Ferrara, 20 giugno 2024) è stato un musicologo e giornalista italiano.

## Biografia
Compì la sua formazione musicale nel Conservatorio G. Frescobaldi di Ferrara, studiando violino con Bruno Michelini, armonia con Bruno Coltro e composizione con Riccardo Nielsen. Si dedicò in seguito alla musicologia come ricercatore indipendente, pubblicando contributi sulla musica vocale e strumentale ferrarese ed estense, del Cinquecento e del Seicento. I primi studi riguardarono Ludovico Agostini, Luzzasco Luzzaschi, Giovanni Battista Bassani, Arcangelo Corelli.
Nel 1968 fu nominato vicepresidente della Società Italiana di Musicologia (fondata nel 1964). Nel 1969 insegnò storia della musica ed estetica musicale nel Conservatorio Benedetto Marcello di Venezia. Nel 1971 fu docente di storia dello spettacolo all'Accademia di Belle Arti di Bologna. A partire dal 1970, e fino al 1999, fu professore di storia della musica ed estetica musicale al Conservatorio Giovanni Battista Martini di Bologna. Dal 1973 fino al 2010 fu critico musicale per Il Resto del Carlino. I successivi articoli, nell'ambito della musicologia, indagarono la musica strumentale, la prassi esecutiva barocca e il melodramma ottocentesco. Cavicchi collaborò ad esecuzioni con criteri di prassi esecutiva in teatri ed enti musicali diversi, fra i quali il Rossini Opera Festival di Pasaro, il Maggio Musicale Fiorentino, il Teatro Regio di Torino, La Scala di Milano e i teatri comunali di Bologna, Modena, Reggio nell'Emilia, Parma.
Per il Teatro Farnese di Parma nel 2002 mise in scena e diresse l'opera di Domenico Gabrielli Flavio Cuniberto.
Grazie a lui furono ritrovati dei taccuini di lavoro di Giovanni Battista Piranesi (di cui egli parlò in un articolo del 1978) e dei bozzetti di Pirro Ligorio per la decorazione delle sale del Castello Estense (1986).
Nel 1973 fu nominato membro dell'Accademia Clementina di Bologna.
Nel 1996 ricevette il Premio Guidarello, nella sezione 'Giornalismo d'Autore'.

## Pubblicazioni
- Adriano Cavicchi e Marzio Dall'Acqua, Il Teatro Farnese di Parma. Orchestra Sinfonica dell'Emilia-Romagna "Arturo Toscanini", Parme, 1986.

### Edizioni critiche
- Ludovico Agostini, Canzoni alla napolitana a cinque voci, Kassel, Bärenreiter, 1963.
- Luzzasco Luzzaschi, Madrigali per cantare e sonare a uno, due e tre soprani, Kassel, Bärenreiter, 1965.
- Arcangelo Corelli, Introduzione e sinfonia per l'oratorio di Santa Beatrice d'Este, Milano, Collegium musicum italicum, 1966.